# Mons Moro
Mons Moro är en liten höjd som sträcker sig i 10 kilometer i sydsydväst-nordnordostlig riktning på sydvästra delen av den sida av månen som vetter mot jorden. Det fick sitt namn 1976 efter den italienske naturvetenskapsmannen Antonio Moro.
Mons Moro ligger i sydöstra delen av månhavet Mare Cognitum. Omkring 30 kilometer nordost om denna höjd landade den amerikanska månsonden Ranger 7.